# キア・スティンガー
スティンガー（STINGER、ハングル: 스팅어）は、韓国の自動車メーカー、KIAが製造・販売する5ドアファストバック型高級車（韓国車基準では大型車に分類される）である。

## 概要
2011年のフランクフルトモーターショーにてチーフデザイナーのペーター・シュライヤーがデザインした4ドアクーペのコンセプトカー、「GTコンセプト」を発表したのが源流であり、その後、2014年のデトロイトモーターショーならびに同年の釜山モーターショーにて2ドアクーペの「GT4スティンガー」、そして2017年のデトロイトモーターショーならびに同年のソウルモーターショーにおいて、それらのエッセンスを採り込み、より市販型に近付けた「スティンガー」が発表された。
車名は英語で「毒針」「毒牙」を意味し、海外市場においても「スティンガー」の車名で販売される。

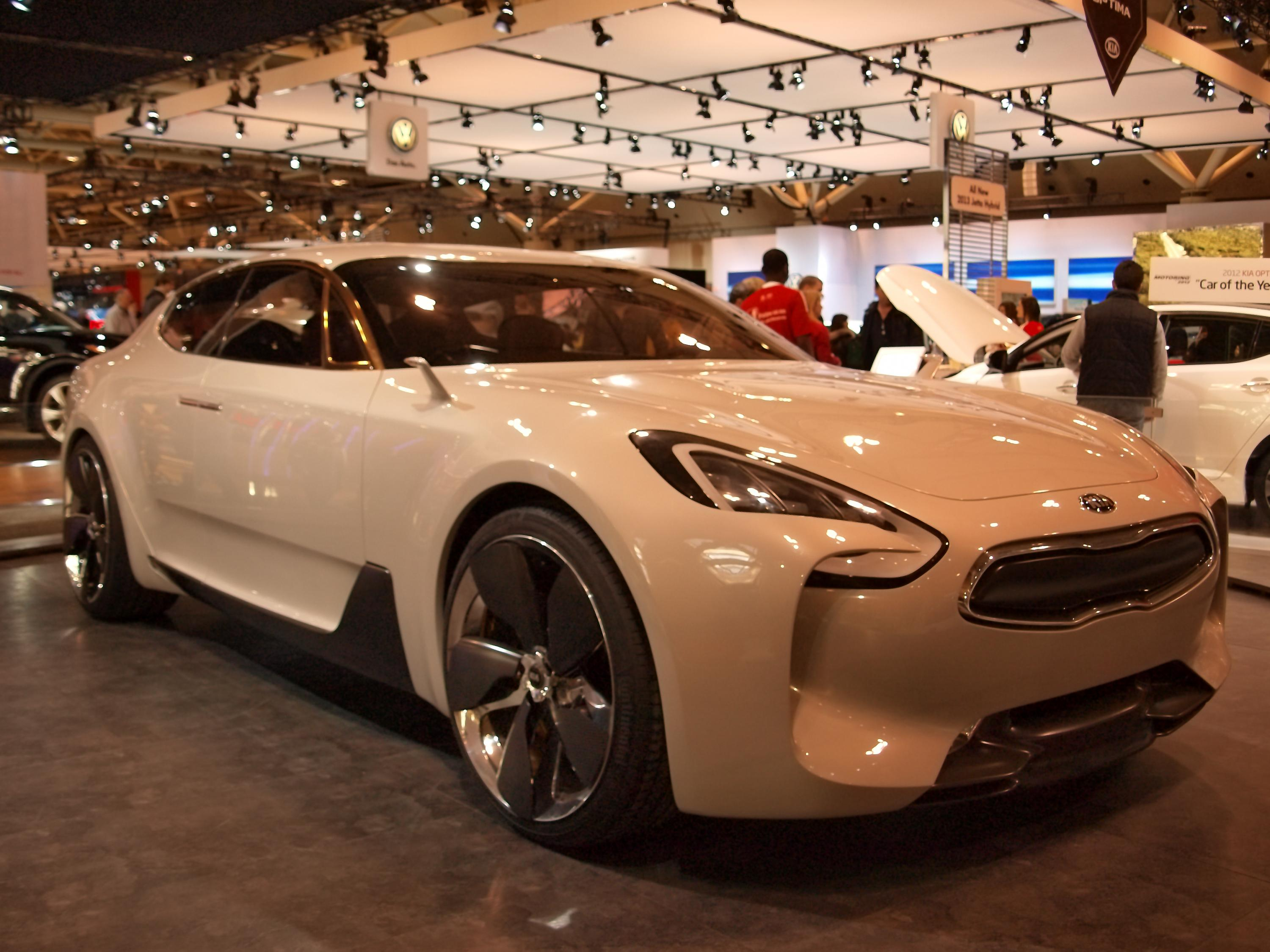
GTコンセプト　フロント
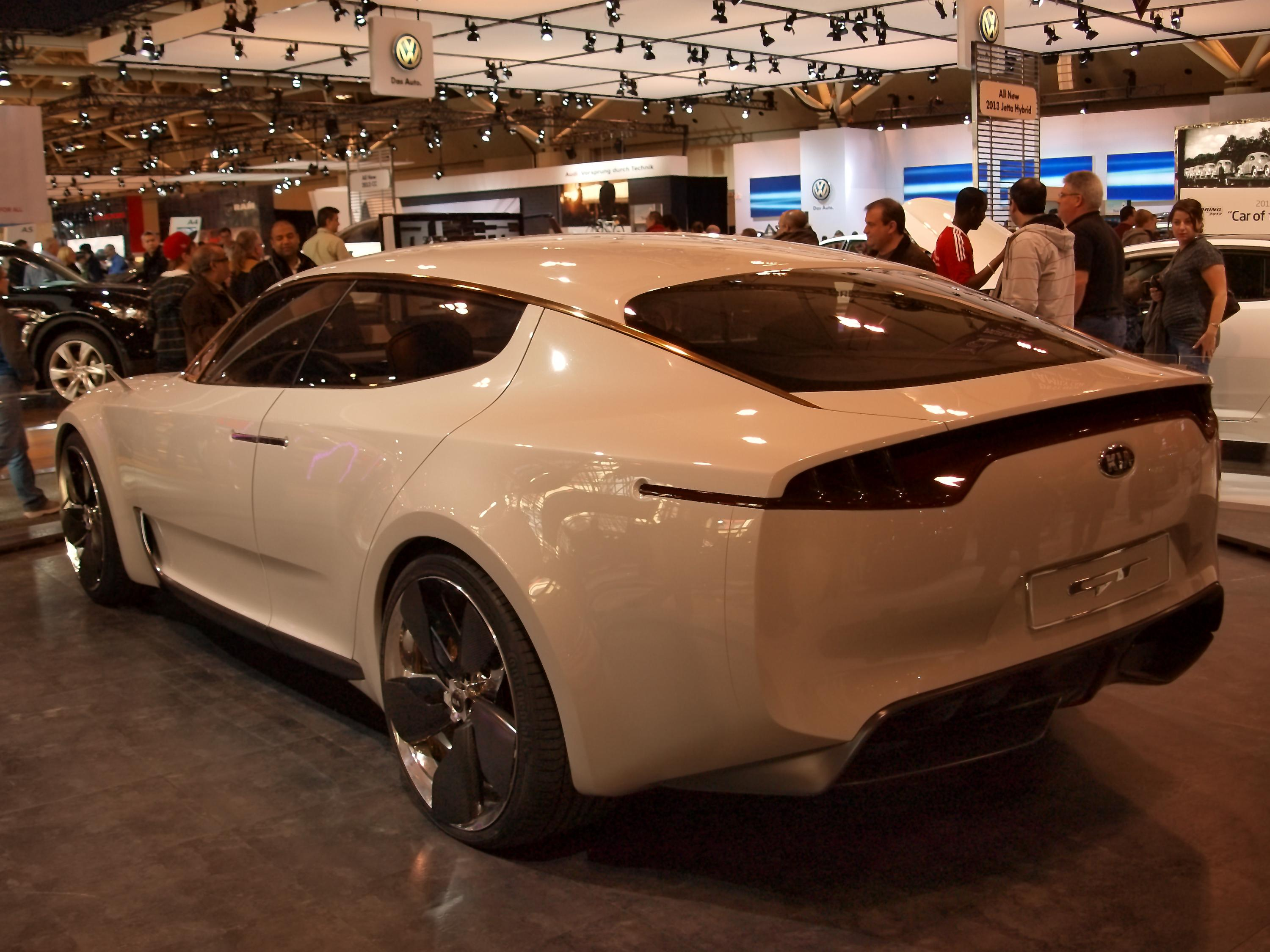
GTコンセプト　リヤ
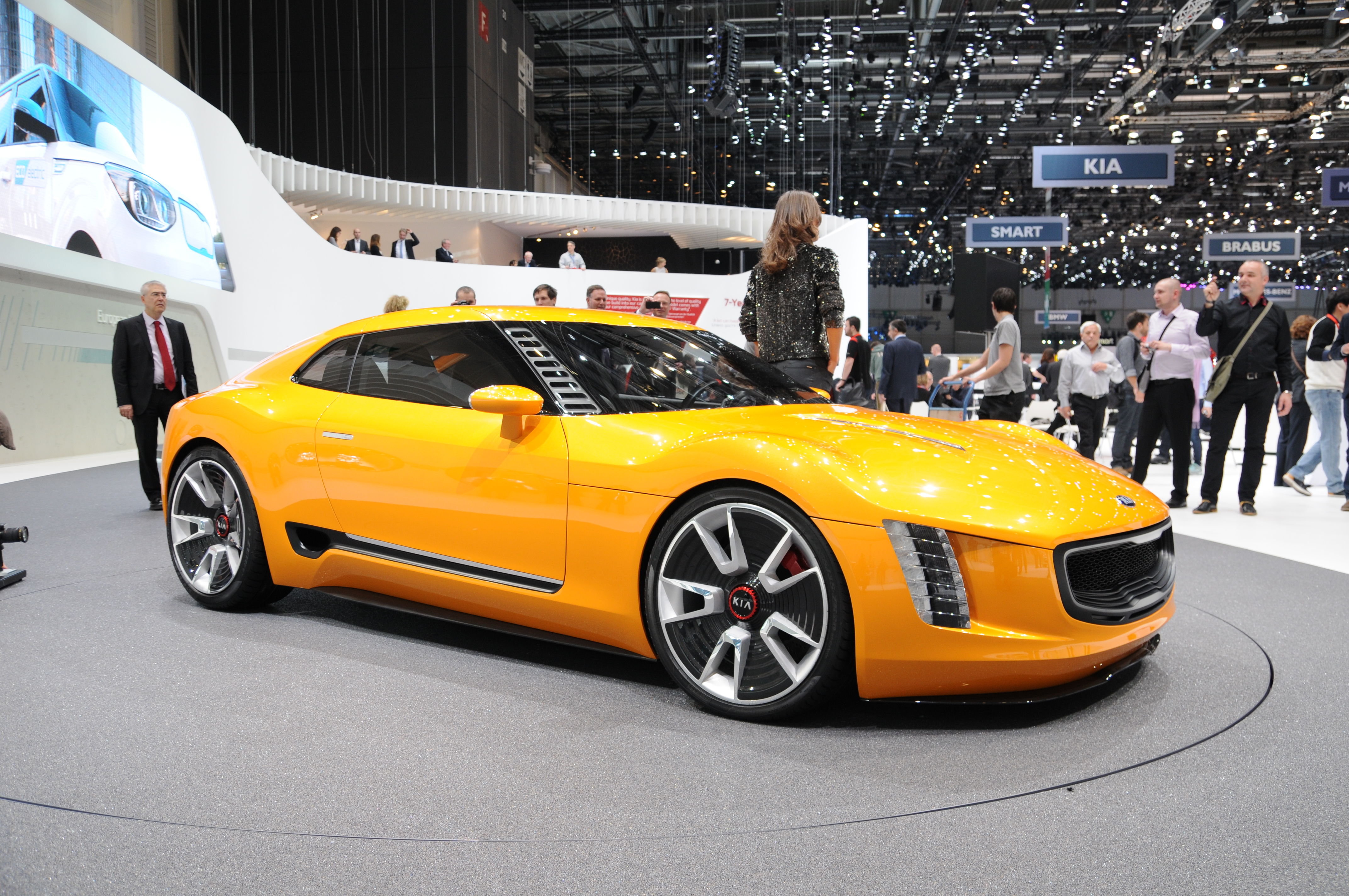
GT4スティンガー

## 歴史

### 初代（CK型、2017年-2023年）
2017年5月23日、韓国にて正式発表・発売開始。
韓国国内仕様は内外装に起亜のCIマークを一切装着せず、代わりに「E」をモチーフにしたオリジナルエンブレムを装着する。手法はモハベに次いで2例目であり、セダン系においては初である。尚、海外向けについては「E」エンブレムに代わってCIマークが鎮座する。
シャシはジェネシス・G80のものをベースに、ショートホイールベース化。G80同様、FRに加え、起亜のセダン系では初となるAWDも設定される。
エンジンはG80からキャリーオーバーされたV6・直噴の3.3L・GDIツインターボに加え、K5に採用済の直4の2.0L・GDIターボ、カーニバルに採用済の直4の2.2L・VGTターボディーゼルが用意される。
トランスミッションはエンジン・駆動方式の種別に関わらず、全て8速ATを採用する。
数々の安全装備に加え、グレードにより、ブレンボ製ブレーキシステム、lexcon製サラウンドシステム、電動式パーキングブレーキ、電動オットマンなども備える。
尚、この基本メカニズムの大半は追って登場するジェネシス・G70で共用する。